# El Acebrón
El Acebrón település Spanyolországban, Cuenca tartományban. El Acebrón Tarancón, Villarrubio, Torrubia del Campo, Horcajo de Santiago és Fuente de Pedro Naharro községekkel határos. Lakosainak száma 230 fő (2024).

## Népesség
A település népessége az utóbbi években az alábbiak szerint változott:
| Lakosok száma | 290  | 269  | 253  | 282  | 267  | 238  | 236  | 234  | 227  | 230  |
|               | 2001 | 2004 | 2006 | 2009 | 2011 | 2014 | 2016 | 2019 | 2021 | 2024 |